# František Lašek
František Lašek (30. března 1883 Duchcov – 13. března 1957 Praha) byl český divadelní a filmový herec.

## Život
Narodil se v rodině duchcovského horníka Václava Laška a jeho ženy Kateřiny rozené Kosmatové, začal studovat na odborné keramické škole v Teplicích. Studium nedokončil, utekl k divadlu. Nejprve hrál u venkovských divadelních společností (Karel Kaňkovský, Eliška Zöllnerová), po konci 1. světové války v Jihočeském divadle v Českých Budějovicích a v divadle na Kladně. Později vystupoval v různých pražských kabaretech (např. v roce 1918 U Bílé labutě). Jeho první ženou, byla herečka Nina Lašková (Antonie roz. Táboříková) (1890 - 1936), po ovdovění se v roce 1942 oženil s Otilii Zykovou rozenou Obstovou (1904). František Lašek, je i se svou první ženou Ninou, pochován na Olšanských hřbitovech.

## Dílo
Menší role získal už v němých filmech:
- 1926 Bludné duše – rebelující vesničan Rozhoda,
- 1927 Pražský kat – katův pacholek,
- 1927 Batalion – soudní úředník,
- 1930 Vendelínův očistec a ráj – rodinný přítel Theofil Drmola.

V éře zvukového filmu ztvárnil několik epizodních rolí hlavně v komediích s Vlastou Burianem:
- 1931 To neznáte Hadimršku – člen delegace městské rady,
- 1931 Miláček pluku – host na tancovačce,
- 1933 V tom domečku pod Emauzy – klenotník,
- 1933 Sedmá velmoc – otec Rydvan,
- 1934 U nás v Kocourkově – bývalý starosta,
- 1934 Anita v ráji – zaměstnanec firmy,
- 1938 Zborov – ?,
- 1939 U pokladny stál... – kníratý pacient s bolavými zuby,
- 1939 Srdce v celofánu – městský radní,
- 1941 Gabriela – host v kavárně,
- 1942 Městečko na dlani – zraněný havíř.

## Jmenovec
Jeho život byl připomínán u příležitosti 50. výročí jeho úmrtí. Primárním zdrojem byl patrně článek Mistr frašek Franta Lašek, jehož obsah byl později přejímán dál. V těchto zdrojích je ale jeho identita směšována s jeho současníkem a jmenovcem Františkem Laškem (1902–1970), který byl také umělecky činný, prosadil se ale hlavně jako autor mnoha frašek, operet a varietních scének. Právě ve snaze vymezit se oproti svému staršímu jmenovci začal mladší umělec používal přídomek Lukovič podle svého rodiště.